# John St. John
John St. John (Condado de Franklin, 25 de febrero de 1833 - Olathe, 31 de agosto de 1916) fue el octavo gobernador de Kansas y candidato a la presidencia de los Estados Unidos.
Nació en la localidad de Brookville, Indiana, sirvió como teniente coronel de la 143.ª infantería voluntaria de Illinois en el Ejército federal durante la guerra civil estadounidense. A partir de 1873 fue senador en Kansas siendo gobernador de Kansas por el partido republicano entre 1879 y 1883.
Murió después de sufrir una insolación en 1916 en Olathe, Kansas.
La ciudad de St. John, fue bautizada en su honor. 
- Datos: Q432228
- Multimedia: John St. John (American politician) / Q432228